# Se bastasse una canzone
Se bastasse una canzone (Italiaans voor: Als een lied genoeg was) is een nummer van de Italiaanse popzanger Eros Ramazzotti uit 1990. Het is de eerste single van zijn vijfde studioalbum In ogni senso.
"Se bastasse una canzone" betekende Ramazzotti's definitieve doorbraak buiten de Italiaanse grens. Het is een van zijn bekendste nummers, en ook een van de grootste Italiaanstalige hits buiten Italië. In het nummer bezingt Ramazzotti wat er zou kunnen gebeuren als één lied genoeg was om de wereld te verbeteren. Het nummer haalde in Ramazotti's thuisland Italië de 2e positie. Ook in zowel de Nederlandse Top 40 als de Vlaamse Radio 2 Top 30 wist het nummer de 2e positie te bereiken.
Het lied werd in Nederland geparodieerd door het cabarettrio Enge Buren.  In deze versie wordt niet de wereld, maar de Pizza Calzone bezongen.

## NPO Radio 2 Top 2000
| Nummer met noteringen in de NPO Radio 2 Top 2000 | '99  | '00  | '01  | '02  | '03 | '04  | '05  | '06  | '07  | '08  | '09  | '10  | '11  | '12  | '13  | '14  | '15  | '16-'19 | '20  | '21  |
| ------------------------------------------------ | ---- | ---- | ---- | ---- | --- | ---- | ---- | ---- | ---- | ---- | ---- | ---- | ---- | ---- | ---- | ---- | ---- | ------- | ---- | ---- |
| Se bastasse una canzone                          | 1109 | 1191 | 1255 | 1433 | 867 | 1369 | 1036 | 1291 | 1352 | 1210 | 1688 | 1594 | 1695 | 1781 | 1820 | 1987 | 1887 | -       | 1829 | 1822 |

1. ↑  Een '-' betekent dat het nummer niet was genoteerd en een vetgedrukt getal geeft de hoogste notering aan.
2. ↑  Deze tabel is bijgewerkt tot en met de laatste editie (2024).